# João Guilherme (ator)
João Guilherme de Ávila Costa (São Paulo, 1 de fevereiro de 2002) é um ator e cantor brasileiro. Ficou conhecido nacionalmente por interpretar o personagem Joaquim, um dos protagonistas do remake da novela infantil Cúmplices de um Resgate e Luca Tuber em As Aventuras de Poliana.

## Carreira
Iniciou a carreira de ator em 2009, aos 7 anos de idade, interpretando Vinícius no curta-metragem Vento, ao lado de Vivianne Pasmanter. Em 2012, protagonizou o filme Meu Pé de Laranja Lima, dando vida ao Zezé. Uma adaptação do clássico homônimo de José Mauro de Vasconcelos. João Guilherme iniciou sua carreira musical enquanto interpretava Joaquim em Cúmplices de um Resgate. Sendo assim, em 2015, lançou sua primeira música chamada "Princesa". Esta canção, junto a "Tudo É Você", foi trilha sonora da novela Cúmplices de um Resgate. Em 2015 viveu Jarbas no filme Entrando numa Roubada. Ainda em 2015, ganhou destaque ao estreiar na televisão, interpretando Joaquim, na novela Cúmplices de um Resgate. Em Agosto de 2016, lançou seu primeiro CD intitulado Meu Caminho com 10 faixas autorais. Com novas músicas, maior estrutura e banda, João deu início à Mega Tour JG. No Natal de 2016, lançou um clipe natalino, chamado "Meu Pedido". Em 2017, lançou um novo EP com 4 músicas intitulado João Guilherme, Vol II Em 2017 deu voz ao Rony, na terceira franquia do filme O Reino Gelado. No final do ano de 2017, João Guilherme foi Nando no filme Fala Sério, Mãe!, adaptação da obra de Thalita Rebouças. Em outubro de 2018 voltou ao cinema com outro personagem da autora supracitada; agora sendo Slack no filme Tudo por um Popstar.
Ainda em 2016 lançou sua biografia João Sendo João – Meu Mundo. A alta vendagem do livro livro colocou João na lista Under 30 da revista Forbes na categoria literatura. Em 2017 lançou sua segunda biografia, João Guilherme na Estrada, que compila os diários de suas viagens e depoimentos de fãs e de pessoas que fazem parte de sua vida. Na 8º edição do Hortolendo, evento da cidade de Hortolândia, doou vários exemplares em troca de alimentos para a comunidade.
Em junho de 2018 lançou o single "Manual". Logo após deu início à Tour Manual. Ainda em 2018, João entrou para o elenco da novela As Aventuras de Poliana, do SBT, interpretando Luca. O personagem, assim como João, possuía um canal no YouTube.
Em 2022, integrou o elenco da série teen De Volta aos 15. João deu a vida ao playboy da cidade, Fabrício Azevedo.

## Vida pessoal
É filho caçula do cantor Leonardo, fruto do relacionamento com Naíra Ávila. Por conseguinte, João é meio-irmão dos cantores Zé Felipe e Pedro Leonardo e sobrinho do cantor Pe Lu. Já namorou as atrizes Larissa Manoela, entre 2015 e 2016, e Jade Picon, entre 2018 e 2021.

## Filmografia

### Televisão
| Ano       | Título                  | Personagem                        | Ref.   |
| --------- | ----------------------- | --------------------------------- | ------ |
| 2015–2016 | Cúmplices de um Resgate | Joaquim Vaz                       | [ 25 ] |
| 2018–2020 | As Aventuras de Poliana | Luca Della Torre (Luca Tuber)     | [ 26 ] |
| 2022–2024 | De Volta aos 15         | Fabrício Azevedo                  | [ 27 ] |
| 2023–2024 | Vicky e a Musa          | Nicolas dos Santos Cardine (Nico) | [ 28 ] |
| 2024      | Da Ponte Pra Lá         | Enzo Bianchi                      | [ 29 ] |
| 2024      | Amor da Minha Vida      | Gabriel Monteiro                  | [ 30 ] |

### Cinema
| Ano  | Título                      | Personagem                 | Ref.   |
| ---- | --------------------------- | -------------------------- | ------ |
| 2012 | Meu Pé de Laranja Lima      | Zezé                       | [ 31 ] |
| 2015 | Entrando numa Roubada       | Jarbas                     | [ 32 ] |
| 2017 | Fala Sério, Mãe!            | Nando                      | [ 33 ] |
| 2018 | Tudo por um Popstar         | Slack Tom Tompson          | [ 34 ] |
| 2019 | FLOPS - Uma Comédia Musical | Hugo                       | [ 35 ] |
| 2022 | Alice no Mundo da Internet  | Atualoncio da Silva (Gato) | [ 36 ] |
| 2025 | O Rei da Internet           | Daniel Lofrano Nascimento  | [ 37 ] |
| 2025 | Corrida dos Bichos          |                            | [ 38 ] |

### Dublagem
| Ano  | Título           | Personagem | Ref.   |
| ---- | ---------------- | ---------- | ------ |
| 2017 | O Reino Gelado 3 | Rony       | [ 39 ] |
| 2019 | Corgi: Top Dog   | Rex        | [ 40 ] |

## Discografia
- Meu Caminho (2016)

## Prêmios e indicações
| Ano  | Prêmio                       | Categoria                        | Trabalho                | Resultado | Ref.   |
| ---- | ---------------------------- | -------------------------------- | ----------------------- | --------- | ------ |
| 2016 | Capricho Awards              | Ator Nacional                    | Cúmplices de um Resgate | Venceu    | [ 41 ] |
| 2016 | Prêmio Extra de Televisão    | Melhor Ator/Atriz Mirim          | Cúmplices de um Resgate | Indicado  | [ 42 ] |
| 2016 | Prêmio Jovem Brasileiro      | Melhor Ator                      | Cúmplices de um Resgate | Venceu    |        |
| 2016 | Capricho Awards              | Casal Real (com Larissa Manoela) | Ele mesmo               | Venceu    |        |
| 2017 | Prêmio Jovem Brasileiro      | Melhor Ator                      | Ele mesmo               | Indicado  | [ 43 ] |
| 2017 | Prêmio Jovem Brasileiro      | Melhor Cantor                    | Ele mesmo               | Indicado  | [ 43 ] |
| 2017 | Meus Prêmios Nick            | Gato Trendy                      | Ele mesmo               | Indicado  |        |
| 2018 | Prêmio Jovem Brasileiro      | Youtuber do Ano                  | Ele mesmo               | Indicado  |        |
| 2018 | Prêmio Jovem Brasileiro      | Jovem do Ano                     | Ele mesmo               | Indicado  |        |
| 2018 | Prêmio Jovem Brasileiro      | Melhor Fandom                    | Joaguináticas           | Indicado  |        |
| 2018 | Prêmio Jovem Brasileiro      | Melhor Ator                      | As Aventuras de Poliana | Indicado  |        |
| 2018 | Prêmio Contigoǃ Online       | Melhor Ator Coadjuvante          | As Aventuras de Poliana | Venceu    |        |
| 2018 | Meus Prêmios Nick            | Gato Trendy                      | Ele mesmo               | Indicado  |        |
| 2019 | Kids' Choice Awards          | Influencer Brasileiro Favorito   | Ele mesmo               | Indicado  |        |
| 2019 | MTV Millennial Awards Brasil | Top das Lives                    | Ele mesmo               | Indicado  |        |
| 2019 | Prêmio Jovem Brasileiro      | Meu Crush                        | Ele mesmo               | Venceu    | [ 44 ] |
| 2019 | Prêmio Jovem Brasileiro      | Jovem do Ano                     | Ele mesmo               | Indicado  | [ 44 ] |
| 2019 | Prêmio Jovem Brasileiro      | Melhor Ator                      | As Aventuras de Poliana | Indicado  | [ 44 ] |
| 2019 | Meus Prêmios Nick            | Artista de TV Masculino          | As Aventuras de Poliana | Venceu    |        |
| 2020 | Kids' Choice Awards          | Artista Brasileiro Favorito      | Ele mesmo               | Indicado  | [ 45 ] |
| 2020 | Kids' Choice Awards          | Fandom Brasileiro                | Joaoguináticas          | Indicado  | [ 45 ] |
| 2022 | SEC Awards                   | Melhor Ator em Série Adolescente | De Volta aos 15         | Pendente  |        |
| 2022 | MTV Millennial Awards        | Vem Ni Mim                       | Ele mesmo               | Indicado  |        |
| 2022 | MTV Millennial Awards        | Miaw Fashion                     | Ele mesmo               | Indicado  |        |
| 2022 | Prêmio Jovem Brasileiro      | Melhor Ator                      | Ele mesmo               | Pendente  |        |
| 2022 | Prêmio Jovem Brasileiro      | Meu Crush da Vida Todinha        | Ele mesmo               | Pendente  |        |
| 2022 | Prêmio Jovem Brasileiro      | O Jovem Mais Estiloso do Brasil  | Ele mesmo               | Pendente  |        |